# C'est ça l'amour (film, 2018)
Pour les articles homonymes, voir C'est ça l'amour.
Pour plus de détails, voir Fiche technique et Distribution.
C'est ça l'amour est un film français réalisé par Claire Burger. Il est présenté en avant-première à la Mostra de Venise 2018.

## Fiche technique
- Titre : C'est ça l'amour
- Réalisation : Claire Burger
- Assistante réalisatrice : Alma Galy-Nadal
- Scénario : Claire Burger
- Directeur de la photographie : Julien Poupard
- Montage : Claire Burger, Laurent Sénéchal
- Etalonnage : Richard Deusy
- Décors : Arnaud Dias
- Costumes : Isabelle Pannetier
- Musique :  "Max", de Paolo Conte
- Direction artistique : Pascale Consigny
- Son : Julien Sicart
- Mixage : Olivier Goinard
- Directrice de production : Cécile Rémy-Boutang
- Productrice : Isabelle Madelaine / Coproducteur : Olivier Père
- Sociétés de production : Dharamsala, Mars Films, Arte France Cinéma
- Société de distribution : Mars Films
- Pays d'origine : France
- Genre : drame
- Durée : 98 minutes
- Dates de sortie : 
  -  Italie : 31 août 2018 (Mostra de Venise)
  -  France : 27 mars 2019
  -  Belgique : 27 mars 2019

## Distribution
- Bouli Lanners : Mario Messina, le père
- Justine Lacroix[1] : Frida Massina, la fille cadette
- Sarah Henochsberg : Niki Massina, la fille aînée
- Cécile Remy-Boutang : Armelle, la femme de Mario qui a repris sa liberté
- Antonia Buresi : Antonia, la metteuse en scène du spectacle
- Tiago Gandra : Tiago, l'éclairagiste du théâtre
- Lorenzo Demanget : Nazim, le flirt de Niki
- Gaëtan Terrana : Tony, la patron du bar
- Célia Mayer : Alex, la copine de Frida
- Yasmina Douair : Nadia, une collègue de Mario à la sous-préfecture
- Laure Ballarin : la camionneuse agressive
- Raymond Burger : l'ouvreur du théâtre
- Charlotte Grévin : la petite danseuse
- Pascale Consigny : la supérieure de Mario
- Alfred Tyrakowski : Michel, le directeur du théâtre
- Amar Bellai : un homme à la sous-préfecture
- Joëlle Fauconier : la femme à la sous-préfecture
- Francesco Verna : l'Italien
- Saadia Abou Dahab : la tante du père de Nazim
- Sandra Brastenhoffer : la surveillante du musée
- Nicolas Trinkwell : le professeur de musique

## Accueil

### Critiques
Le film reçoit une note moyenne de 4 sur Allociné. 
Première complimente les acteurs « Bouli Lanners est exceptionnel de tendresse dans ce portrait d'une paternité contrariée qui confirme le talent de Claire Burger ». Télérama trouve que c'est un film efficace « Une chronique modeste, mais qui bouscule les clichés sur la masculinité ».
Dans les Cahiers du cinéma,  Cyril Béghin note que « l'ensemble a une tendresse comique souvent facile, mais indéniablement touchante ».
Le résultat commercial est moins flatteur : 102 934 entrées en salles avec un  taux de rentabilité de 23%.    ce qui n'est guère encourageant pour un second film.(JP's Box office)

## Distinctions

### Récompenses
- Mostra de Venise 2018 : Prix du réalisateur des Giornate degli autori[5],[6]
- Festival du film de Cabourg 2019 : Swann d'Or de meilleur réalisatrice pour Claire Burger et Swann d'Or de meilleur acteur pour Bouli Lanners, Prix Premier Rendez-Vous pour Sarah Henochsberg et Justine Lacroix.
- Festival de cinéma européen des Arcs 2018 : Flèche de Cristal, prix d'interprétation masculine et prix du Jury Presse[7],[8].
- Magritte du cinéma 2020 : Meilleur acteur pour Bouli Lanners